# Дніпро (локомотивне депо)
Дніпрóвське локомоти́вне депó (ТЧ-8 «Дніпрó», до 2015 року — відокремлений структурний підрозділ «Дніпропетровське локомотивне депо» регіональної філії «Придніпровська залізниця») — підприємство залізничного транспорту. Розташоване на території станції Дніпро-Головний.
Входить до складу служби локомотивного господарства Придніпровської залізниці.
Здійснює перевезення пасажирів, забезпечує всіх споживачів підприємства паливом і нафтопродуктами, а також виконує ремонт тягового рухомого складу залізниці.

## Рухомий склад
- Електровози: ЧС2, ЧС7, ВЛ8
- Тепловози: ЧМЕ3,ЧМЕ3Т